# Doxa
Doxa (z řeckého δόξα; ze slovesa δοκεῖν dokein, ukazovat se, jevit se, zdát se) znamená domněnku, obecné mínění či populární názor. Výraz byl často spojován s řeckými rétory, kteří formulovali své argumenty právě pomocí obecných názorů a mínění. Doxa byla často zneužívána sofisty jako nástroj k přesvědčování lidí, což nakonec vedlo Platóna k odmítnutí demokracie.
Slovo doxa dostalo nový význam v období 3. – 1. století př. n. l., když Septuaginta, překlad Starého Zákona do řečtiny, přeložila hebrejské slovo pro „slávu“ ( כבוד, kavod) jako doxa. Tento překlad Starého zákona užívala i raná církev a často se cituje v Novém zákoně. Důsledky tohoto významového posunu jsou zřejmé z hojného užívání v celém Novém zákoně i v bohoslužbě řecké pravoslavné církve, kde se oslava Boha správnou bohoslužbou chápe i jako pravá víra. Doxa zde znamenala bohoslužebné jednání či praxi a víru celé církve, nikoli osobní přesvědčení. Toto spojení různých významů se odráží i v moderních pojmech jako ortodoxní nebo heterodoxní. Přešlo i do ruského slova sláva (слава), které může znamenat i pravoslaví (православие) jako pravou víru či přesvědčení.

## Doxa ve filosofii
V dialogu Gorgias Platón představuje sofisty, kteří učili, jak dosahovat úspěchu řečí, jako manipulátory, kteří bezostyšně využívají mínění davu. Zmínky o sofistech najdeme v Platónových dialozích Gorgias, Protagoras, Hippias Větší, Hippias Menší a Sofistés. I v jiných spisech je doxa pro Platóna mínění, které se neopírá o rozum a sídlí v nemyslících nižších částech duše. Doxa je pro Platóna protikladem poznání, z čehož se vyvinulo klasické pojetí protikladu pravdy a omylu, i když v Platónových dialozích Theaitétos a Menon Sókratés říká, že poznání je orthos doxa, správné mínění, pro něž máme rozumové důvody.
Platónův žák Aristotelés proti tomu namítal že cena mínění je v jeho praktičnosti a obecném užívání, takže to není pouhý klam. Je to naopak první krok k poznání, neboť se uplatňuje ve hmotném světě a ti, kdo se mínění drží, si je už mnohokrát vyzkoušeli a mají tedy důvod mu věřit. Aristotelés nazývá endoxa pravdivá tvrzení o hmotném světě, předávaná z generace na generaci. Endoxa je mínění stálejší a spolehlivější, protože byla mnohokrát prověřena v předchozích sporech o obec.

## Doxa v sociologii
Tímto pojmem se v sociologii zabýval zejména Pierre Bourdieu v díle „Esquisse d'une theorie de la pratique“ (česky „Teorie jednání“). Doxa podle něj vyjadřuje věci, zkušenosti a zážitky, které společnosti berou jako samozřejmost. Rozdíl mezi doxa a názorem je v tom, že nebývá nijak zpochybňována ani zkoumána, ale je brána jako fakt.  To může často vést k chybným závěrům, protože věci nemusí být vždy takové, jak se na první pohled zdají. Jako příklad můžeme uvést dedukci, že někdo, kdo má ve škole špatné známky, nemůže být inteligentní a úspěšný v jiném oboru.

## Doxa a demokracie
Tento koncept využívá také James A. Herrick v knize „Historie a teorie rétoriky: Úvod“. Odkazuje na sofisty, kteří tvrdí, že rétorika vytváří „užitečnou verzi“ pravdy právě z doxa nebo z názorů lidí v průběhu argumentace , a že Sokrates nebude v tom případě přispívat k takové „Pravdě“, která je však nezbytná pro demokracii.
Adam T. Smith rozvíjí tuto myšlenku v článku „The limitations of doxa: agency and subjectivity from an archaeological point of view", kde konstatuje, že Bourdieu zdůvodňuje pomocí doxa praktiky a chování starověkých civilizací a tvrdí, že jsou formovány právě společností přijímanými konvencemi, pohledy na svět a nepochopením společenských pořádků, spíše než politikou.

## Doxa ve sportu
- PAE Doxa Dramas